# Plážový fotbal na Asijských plážových hrách 2016
Turnaj plážového fotbalu na Asijských plážových hrách 2016 byl 5. ročníkem Plážového fotbalu na Asijských plážových hrách, který se konal ve Vietnamu ve měste Danang, v období od 25. září do 2. října 2016. Účastnilo se ho 11 týmů, které byly rozděleny do třech skupin po třech týmech a do jedné po dvou týmech. Ze skupiny postoupily do vyřazovací fáze první a druhý celek. Titul získali reprezentanti Japonska, kteří porazili ve finále Omán 4:3 po prodloužení.

## Stadion
Mistrovství se odehrálo na jednom stadionu v jednom hostitelském městě: Biển Đông Park (Danang).

## Zápasy

### Skupinová fáze
| Vysvětlivky                                           |
| ----------------------------------------------------- |
| Týmy na prvních dvou místech postupují do čtvrtfinále |
| Vítěz zápasu je tučně zvýrazněn                       |

Čas každého zápasu je uveden v lokálním čase.

#### Skupina A
| Tým     | Z | V | R | P | VG | IG | +/− | B |
| ------- | - | - | - | - | -- | -- | --- | - |
| Thajsko | 2 | 2 | 0 | 0 | 9  | 3  | +6  | 6 |
| Vietnam | 2 | 1 | 0 | 1 | 12 | 5  | +7  | 3 |
| Laos    | 2 | 0 | 0 | 2 | 6  | 19 | −13 | 0 |

| 25. září 2016 16:00 |        |                                                                      |                                            |
| Vietnam | 12 : 3 | Laos                                                                 | Biển Đông Park, Danang rozhodčí: Leng Shao |
| Hồ Ngọc Lĩnh 9' Lê Kim Tuấn 9' Bùi Trần Tuấn Anh 10', 14', 23' Trần Vĩnh Phong 11', 16' Trần Ngọc Bảo 23', 25' Nguyễn Hoàng Quân 26', 31' Phùng Ngọc Vĩnh Quý 26' |        | Chiu Nonmany 7' Khitsakhone Champathong 14' Ketsana Keodouangdet 28' | Biển Đông Park, Danang rozhodčí: Leng Shao |

| 26. září 2016 16:00                                                                                            |       |                                                        |                                                    |
| Thajsko | 7 : 3 | Laos                                                   | Biển Đông Park, Danang rozhodčí: Bakhtiyor Namazov |
| Komkrit Nanan 1', 11', 18' (pen.), 31' Watchara Lepaijit 13' Piyapong Songpiew 19' Wattanachai Srathongjan 20' |       | Phithack Kongmathilath 8', 29' (pen.) Chiu Nonmany 33' | Biển Đông Park, Danang rozhodčí: Bakhtiyor Namazov |

| 27. září 2016 16:00 |       |                                         |                                              |
| Vietnam             | 0 : 2 | Thajsko                                 | Biển Đông Park, Danang rozhodčí: Makoto Sato |
|                     |       | Vitoon Tapinna 6' Piyapong Songpiew 31' | Biển Đông Park, Danang rozhodčí: Makoto Sato |

#### Skupina B
| Tým     | Z | V | R | P | VG | IG | +/− | B |
| ------- | - | - | - | - | -- | -- | --- | - |
| Libanon | 2 | 1 | 1 | 0 | 7  | 4  | +3  | 4 |
| Omán    | 2 | 1 | 0 | 1 | 7  | 5  | +2  | 3 |
| Katar   | 2 | 0 | 0 | 2 | 3  | 8  | −5  | 0 |

| 25. září 2016 14:30                          |       |                                               |                                                    |
| Omán                                         | 3 : 3 | Libanon                                       | Biển Đông Park, Danang rozhodčí: Bakhtiyor Namazov |
| Nooh Al-Zadjali 7' Khalid Al-Araimi 10', 31' |       | Ahmad Grada 7' Mohamad Mechleb Matar 17', 21' | Biển Đông Park, Danang rozhodčí: Bakhtiyor Namazov |

|                                  |       | Penaltový rozstřel                  |  |
| Hani Al-Dhabit Mundhar Al-Araimi | 0 : 2 | Mohamad Merhi Mohamad Mechleb Matar |  |

| 26. září 2016 14:30       |       |                                                                |                                                 |
| Katar                     | 1 : 4 | Libanon                                                        | Biển Đông Park, Danang rozhodčí: Waleed Mohamed |
| Mohamed Hashim Idrees 30' |       | Mohamad Mechleb Matar 5' Ahmad Grada 8' Mohamad Merhi 13', 34' | Biển Đông Park, Danang rozhodčí: Waleed Mohamed |

| 27. září 2016 14:30                                               |       |                         |                                                      |
| Omán                                                              | 4 : 2 | Katar                   | Biển Đông Park, Danang rozhodčí: Ebrahim Al-Mansoori |
| Abdullah Al-Sauti 4', 5' Mundhar Al-Araimi 8' Khalid Al-Araimi 9' |       | Fawaz Al-Khater 2', 34' | Biển Đông Park, Danang rozhodčí: Ebrahim Al-Mansoori |

#### Skupina A
| Tým                     | Z | V | R | P | VG | IG | +/− | B |
| ----------------------- | - | - | - | - | -- | -- | --- | - |
| Uzbekistán              | 1 | 0 | 1 | 0 | 3  | 3  | 0   | 1 |
| Spojené arabské emiráty | 1 | 0 | 0 | 1 | 3  | 3  | 0   | 0 |

| 27. září 2016 16:00                                              |       |                                                    |                                               |
| Spojené arabské emiráty                                          | 3 : 3 | Uzbekistán                                         | Biển Đông Park, Danang rozhodčí: Ali Sharifat |
| Mohamed Al-Jasmi 5' Kamal Al-Balooshi 33' Ahmed Beshir Salem 34' |       | Jamoliddin Sharipov 9', 14' Feruz Fakhriddinov 23' | Biển Đông Park, Danang rozhodčí: Ali Sharifat |

|                                |       | Penaltový rozstřel               |  |
| Haitham Al-Kaabi Abbas Daryaei | 0 : 2 | Feruz Fakhriddinov Andrey Shlema |  |

#### Skupina D
| Tým         | Z | V | R | P | VG | IG | +/− | B |
| ----------- | - | - | - | - | -- | -- | --- | - |
| Japonsko    | 2 | 2 | 0 | 0 | 18 | 2  | +16 | 6 |
| Afghánistán | 2 | 1 | 0 | 1 | 9  | 17 | −8  | 3 |
| Čína        | 2 | 0 | 0 | 2 | 8  | 16 | −8  | 0 |

| 25. září 2016 14:30 |        |             |                                                     |
| Japonsko | 11 : 0 | Afghánistán | Biển Đông Park, Danang rozhodčí: Suhaimi Mat Hassan |
| Takaaki Oba 1' Takuya Akaguma 8', 8', 27', 36' Takasuke Goto 10', 18' (pen.), 31' Ozu Moreira 15' Shotaro Haraguchi 25' Shingo Terukina 29' |        |             | Biển Đông Park, Danang rozhodčí: Suhaimi Mat Hassan |

| 26. září 2016 14:30                                                     |       | |                                                    |
| Čína                                                                    | 6 : 9 | Afghánistán | Biển Đông Park, Danang rozhodčí: Hassan Abed Rabbo |
| Cai Weiming 11' Liu Yisi 12' Bai Fan 25', 27', 28' Tuluxun Maimaiti 33' |       | Zainuddin Sharifi 4' Hamidullah Gulzar 21' Samiullah Mohammadi 24', 25' (pen.), 33' Jamir Sarbiland 26' Hazrat Gul Baran 27', 29', 34' | Biển Đông Park, Danang rozhodčí: Hassan Abed Rabbo |

| 27. září 2016 14:30                                                                        |       |                          |                                                  |
| Japonsko                                                                                   | 7 : 2 | Čína                     | Biển Đông Park, Danang rozhodčí: Turki Al-Salehi |
| Takasuke Goto 1', 12', 24' (pen.) Takuya Akaguma 7', 28' Teruki Tabata 15' Takaaki Oba 25' |       | Liu Yisi 22' (pen.), 23' | Biển Đông Park, Danang rozhodčí: Turki Al-Salehi |

## Vyřazovací fáze
|  | Čtvrtfinále             | Čtvrtfinále            |                        |             | Semifinále  | Semifinále  |  |  | Finále                 | Finále |
|  |                         |                        |                        |             |             |             |  |  |                        |        |
|  | 29. září 2016 - Danang  |                        |                        |             |             |             |  |  |                        |        |
|  |                         |                        |                        |             |             |             |  |  |                        |        |
|  | Japonsko                | 6                      |                        |             |             |             |  |  |                        |        |
|  | Japonsko                | 6                      | 1. října 2016 - Danang |             |             |             |  |  |                        |        |
|  | Spojené arabské emiráty | 2                      |                        |             |             |             |  |  |                        |        |
|  | Spojené arabské emiráty | 2                      | Japonsko               | 6           |             |             |  |  |                        |        |
|  | 29. září 2016 - Danang  |                        | Japonsko               | 6           |             |             |  |  |                        |        |
|  |                         | Libanon                | 5                      |             |             |             |  |  |                        |        |
|  | Libanon (pen.)          | Libanon                | 5                      | 3 (4)       |             |             |  |  |                        |        |
|  | Libanon (pen.)          |                        | 2. října 2016 - Danang | 3 (4)       |             |             |  |  |                        |        |
|  | Vietnam                 | 3 (3)                  |                        |             |             |             |  |  |                        |        |
|  | Vietnam                 | 3 (3)                  | Japonsko (prod.)       | 4           |             |             |  |  |                        |        |
|  | 29. září 2016 - Danang  |                        | Japonsko (prod.)       | 4           |             |             |  |  |                        |        |
|  |                         | Omán                   | 3                      |             |             |             |  |  |                        |        |
|  | Uzbekistán              | Omán                   | 3                      | 4           |             |             |  |  |                        |        |
|  | Uzbekistán              | 1. října 2016 - Danang |                        | 4           |             |             |  |  |                        |        |
|  | Afghánistán             | 9                      |                        |             |             |             |  |  |                        |        |
|  | Afghánistán             | 9                      | Afghánistán            | 2           | Třetí místo | Třetí místo |  |  |                        |        |
|  | 29. září 2016 - Danang  |                        | Afghánistán            | 2           | Třetí místo | Třetí místo |  |  |                        |        |
|  |                         | Omán                   | 8                      |             |             |             |  |  |                        |        |
|  | Thajsko                 | Omán                   | 8                      | 1           | Libanon     | 9           |  |  |                        |        |
|  | Thajsko                 |                        |                        | 1           | Libanon     | 9           |  |  |                        |        |
|  | Omán                    | 4                      |                        | Afghánistán | 5           |             |  |  |                        |        |
|  | Omán                    | 4                      |                        |             | 5           |             |  |  |                        |        |
|  |                         |                        |                        |             |             |             |  |  | 2. října 2016 - Danang |        |
|  |                         |                        |                        |             |             |             |  |  |                        |        |

#### Čtvrtfinále
| 29. září 2016 14:30                                                                                                |       |                                              |                                                    |
| Japonsko | 6 : 2 | Spojené arabské emiráty                      | Biển Đông Park, Danang rozhodčí: Fallah Al-Balushi |
| Takaaki Oba 1' Ozu Moreira 20' Teruki Tabata 22' Takuya Akaguma 24' Shotaro Haraguchi 33' (pen.) Takasuke Goto 35' |       | Ahmed Beshir Salem 12' Kamal Al-Balooshi 20' | Biển Đông Park, Danang rozhodčí: Fallah Al-Balushi |

| 29. září 2016 14:30                           |       |                                                                 |                                               |
| Libanon                                       | 3 : 3 | Vietnam                                                         | Biển Đông Park, Danang rozhodčí: Ali Sharifat |
| Mohamad Mechleb Matar 8', 30' Ahmad Grada 19' |       | Bùi Trần Tuấn Anh 16' Phùng Ngọc Vĩnh Quý 28' Trần Ngọc Bảo 29' | Biển Đông Park, Danang rozhodčí: Ali Sharifat |

|                                                                                  |       | Penaltový rozstřel                                                     |  |
| Mohamad Merhi Mohamad Mechleb Matar Mustafa Al-Zein Ahmad Grada Abbas Zeineddine | 4 : 3 | Lê Kim Tuấn Trần Vĩnh Phong Hồ Ngọc Lĩnh Nguyễn Hoàng Quân Trần Văn Vũ |  |

| 29. září 2016 16:00                                                       |       | |                                                  |
| Uzbekistán                                                                | 4 : 9 | Afghánistán                                                                                             | Biển Đông Park, Danang rozhodčí: Ahmed Al-Salami |
| Feruz Fakhriddinov 8', 20' Jamoliddin Sharipov 20' Zayniddin Tadjiyev 34' |       | Samiullah Mohammadi 1', 2', 4', 36' Hamidullah Gulzar 2' Mahmood Azad 5' Hazrat Gul Baran 15', 21', 36' | Biển Đông Park, Danang rozhodčí: Ahmed Al-Salami |

| 29. září 2016 16:00   |       |                                                                         |                                                      |
| Thajsko               | 1 : 4 | Omán                                                                    | Biển Đông Park, Danang rozhodčí: Ebrahim Al-Mansoori |
| Piyapong Songpiew 32' |       | Nooh Al-Zadjali 8', 30' Khalid Al-Araimi 20' (pen.) Yahya Al-Araimi 31' | Biển Đông Park, Danang rozhodčí: Ebrahim Al-Mansoori |

#### Semifinále
| 30. září 2016 8:00                                                             |       |                                                                                       |                                            |
| Japonsko                                                                       | 6 : 5 | Libanon                                                                               | Biển Đông Park, Danang rozhodčí: Leng Shao |
| Teruki Tabata 6' Takasuke Goto 7' Takuya Akaguma 20', 21', 23' Ozu Moreira 24' |       | Mohamad Mechleb Matar 4' Mohamad Choker 9' Mustafa Al-Zein 24', 28' Mohamad Merhi 35' | Biển Đông Park, Danang rozhodčí: Leng Shao |

| 30. září 2016 14:30                 |       | |                                                    |
| Afghánistán                         | 2 : 8 | Omán | Biển Đông Park, Danang rozhodčí: Ebrahim Akbarpour |
| Samiullah Mohammadi 17', 33' (pen.) |       | Nooh Al-Zadjali 5' Yahya Al-Araimi 6', 13' Mashal Al-Araimi 11' Abdullah Al-Sauti 21' Hani Al-Dhabit 27' Mundhar Al-Araimi 29' Khalid Al-Araimi 32' | Biển Đông Park, Danang rozhodčí: Ebrahim Akbarpour |

#### O 3. místo
| 2. října 2016 14:00 |       |                                                                                              |                                                      |
| Libanon | 9 : 5 | Afghánistán                                                                                  | Biển Đông Park, Danang rozhodčí: Ebrahim Al-Mansoori |
| Mustafa Al-Zein 3', 25' Mohamad Mechleb Matar 10', 30' Abbas Zeineddine 17' Ahmad Grada 19', 29' Mohamad Sleiman 28' (pen.) Mohamad Choker 34' |       | Zainuddin Sharifi 3', 31' Samiullah Mohammadi 18' Abdullah Abdalli 18' Hamidullah Gulzar 32' | Biển Đông Park, Danang rozhodčí: Ebrahim Al-Mansoori |

#### Finále
| 2. října 2016 15:30                     |               |                                              |                                                    |
| Japonsko                                | 4 : 3 (prod.) | Omán                                         | Biển Đông Park, Danang rozhodčí: Bakhtiyor Namazov |
| Takaaki Oba 3', 38' Ozu Moreira 5', 37' |               | Khalid Al-Araimi 5', 39' Nooh Al-Zadjali 16' | Biển Đông Park, Danang rozhodčí: Bakhtiyor Namazov |